# Révész Endre
Révész Endre, Révész Andrei, André Revesz, héberül: אנדריי רבס (Marosvásárhely, 1912. október 27. – Tel-Aviv, 1999. december 24.) szobrászművész. Révész Béla fia, Révész Imre öccse.

## Életútja
Középiskolát a szászrégeni német, a temesvári zsidó és a marosvásárhelyi román kereskedelmi líceumban végzett; Budapesten Kisfaludi Strobl Zsigmond szobrászművész, majd a párizsi École Nationale des Beaux-Arts-ban Paul Landowski tanítványa. Első kiállításait (1934) Párizsban rendezte. Franciaország német megszállása után Budapestre tért haza. 1943-ban munkaszolgálatra hívták be, onnan azonban 1944 márciusában megszökött s ismét Budapesten húzódott meg, ahol templomi szobrokat készített. Családja (első felesége és fia, szülei és bátyja) Auschwitz áldozatává vált; ő maga 1945-ben hazatért, s Marosvásárhelyen dolgozott szobrászként. 1947-ben önálló kiállítást rendezett a bukaresti Dalles Teremben, később több szabadtéri szobrot készített, amelyeket Bukarestben, Borszéken, Călimănești-en állítottak fel.
1949-ben a marosvásárhelyi bábszínház (ma Ariel Ifjúsági és Gyermekszínház) létrehozásán dolgozott, melynek ő lett az első báb- és díszlettervezője. A Magyar Autonóm Tartomány művészegyesületének alelnöke 1958-ig; amikor leváltották, Izraelbe települt ki, és 1959-ben Andre Revesz néven Jaffa művésznegyedében nyitott műtermet. 1960-ban megnyerte a varsói gettólázadás emlékművére kiírt pályázatot, s e siker után számos nemzetközi megrendelést kapott. Szabadtéri alkotásai nemzetközi hírű amerikai, angol, svájci, franciaországi, olaszországi, norvégiai kiállításokon szerepelnek. 1983-ban részt vett a bázeli világkiállításon is. Megkapta a Nordau-díjat (1968) és a Roboz-díjat (1988).
Életművét egy Firenzében megjelent album (1974) mutatja be.